# Montmorin (Alte Alpi)
Montmorin è un comune francese di 92 abitanti situato nel dipartimento delle Alte Alpi della regione della Provenza-Alpi-Costa Azzurra.

## Società

### Evoluzione demografica
Abitanti censiti